# Viện Brookings
Viện Brookings (tiếng Anh: Brookings Institution, thường được gọi tắt là Brookings) là một viện nghiên cứu chính sách (think tank) của Hoa Kỳ được thành lập năm 1916 tại thủ đô Washington, DC. Đây là một trong những think tank có ảnh hướng hàng đầu thế giới, liên tục xếp hạng thứ nhất trong Báo cáo Chỉ số về các Viện nghiên cứu toàn cầu (TTCSP) của Đại học Pennsylvania kể từ năm 2008. The Economist đã mô tả Brookings "có lẽ là viện nghiên cứu chính sách danh giá nhất Hoa Kỳ." Nghiên cứu cho thấy Brookings là viện nghiên cứu được giới truyền thông và chính trị gia Hoa Kỳ trích dẫn nhiều nhất.
Brookings tiến hành nghiên cứu và giảng dạy về khoa học xã hội, chủ yếu về các lĩnh vực như kinh tế, chính sách tài khoá, chính sách đô thị, quản lý điều hành, chính sách đối ngoại, kinh tế toàn cầu và kinh tế phát triển. Sứ mệnh của tổ chức này là "đưa ra các khuyến nghị sáng tạo và thiết thực nhằm thúc đẩy ba mục tiêu rộng lớn: củng cố nền dân chủ Mỹ; thúc đẩy phúc lợi kinh tế và xã hội, an ninh và cơ hội của tất cả người dân Mỹ; và đảm bảo một hệ thống quốc tế cởi mở, an toàn, thịnh vượng và hợp tác hơn."
Brookings có năm chương trình nghiên cứu tại cơ sở Washington, DC (Nghiên cứu Kinh tế, Chính sách Đối ngoại, Nghiên cứu Quản trị, Kinh tế và Phát triển Toàn cầu, và Chính sách Đô thị). Brookings cũng thành lập ba trung tâm quốc tế có trụ sở tại Doha, Qatar (Trung tâm Brookings Doha, nay là Hội đồng Các vấn đề Toàn cầu ở Trung Đông); Bắc Kinh, Trung Quốc (Trung tâm Chính sách Công Brookings-Tsinghua, nay là Văn phòng Brookings-Tsinghua thuộc Đại học Thanh Hoa); và New Delhi, Ấn Độ (Brookings India, nay là Trung tâm Đổi mới Xã hội và Kinh tế).
Brookings tuyên bố rằng nhân viên của họ "đại diện cho các quan điểm đa dạng" và tự mô tả tổ chức là không theo đảng phái chính trị nào. Các hãng truyền thông khác nhau đã luân phiên mô tả Brookings là theo chủ nghĩa trung dung hoặc chủ nghĩa tự do.
Chủ tịch hiện tại của Viện Brookings là Tướng John R. Allen, nguyên Tư lệnh Bộ Chỉ huy Trung tâm Hoa Kỳ, thay thế cho lãnh đạo trước đó là Thứ trưởng Ngoại giao Hoa Kỳ Strobe Talbott.